# Östergötlands läns södra valkrets
Östergötlands läns södra valkrets var vid riksdagsvalen till andra kammaren 1911–1920 en egen valkrets med fem mandat. Valkretsen avskaffades inför valet 1921 då hela länet bildade Östergötlands läns valkrets.

## Riksdagsmän

### 1912–första riksmötet 1914
- David Pettersson, lmb
- Conrad Vahlquist, lmb
- Theodor Adelswärd, lib s
- Alfred Andersson, lib s
- Axel Sterne, s

### Andra riksmötet 1914
- Joseph Hermelin, lmb
- David Pettersson, lmb
- Conrad Vahlquist, lmb
- Theodor Adelswärd, lib s
- Axel Sterne, s

### 1915–1917
- David Pettersson, lmb
- Conrad Vahlquist, lmb
- Theodor Adelswärd, lib s
- Eric Josef Ericsson, s
- Axel Sterne, s

### 1918–1920
- David Pettersson, lmb
- Karl Allan Westman, jfg
- Theodor Adelswärd, lib s (1918–1919)
  - Sven Olsson, lib s (1920)
- Eric Josef Ericsson, s (1918)
  - Edvin Johansson, s (1919–1920)
- Axel Sterne, s (1918)
  - Gottfrid Karlsson, s (1919–1920)

### 1921
- David Pettersson, lmb
- Karl Allan Westman, jfg
- Sven Olsson, lib s
- Frans Ericson, s
- Gottfrid Karlsson, s